# Ian Lawther
William Ian Lawther, né le 20 octobre 1939 à Belfast, et mort le 25 avril 2010, est un footballeur nord-irlandais.

## Biographie
Lawther débute avec l'équipe de Crusaders (-1958) et joue après avec Sunderland (1958-1961), Blackburn Rovers (1961-1963), Scunthorpe United (1963-1964), Brentford (1964-1968), Halifax Town (1968-1971), Stockport County (1971-1976) et Bangor City (à partir de 1976).
Entre 1960 et 1962 il fait 4 fois partie de l'équipe nationale nord-irlandaise.